# Melinda pusilla
Melinda pusilla är en tvåvingeart som först beskrevs av Villeneuve 1927.  Melinda pusilla ingår i släktet Melinda och familjen spyflugor. Inga underarter finns listade i Catalogue of Life.